# Старый дворец (Берлин)

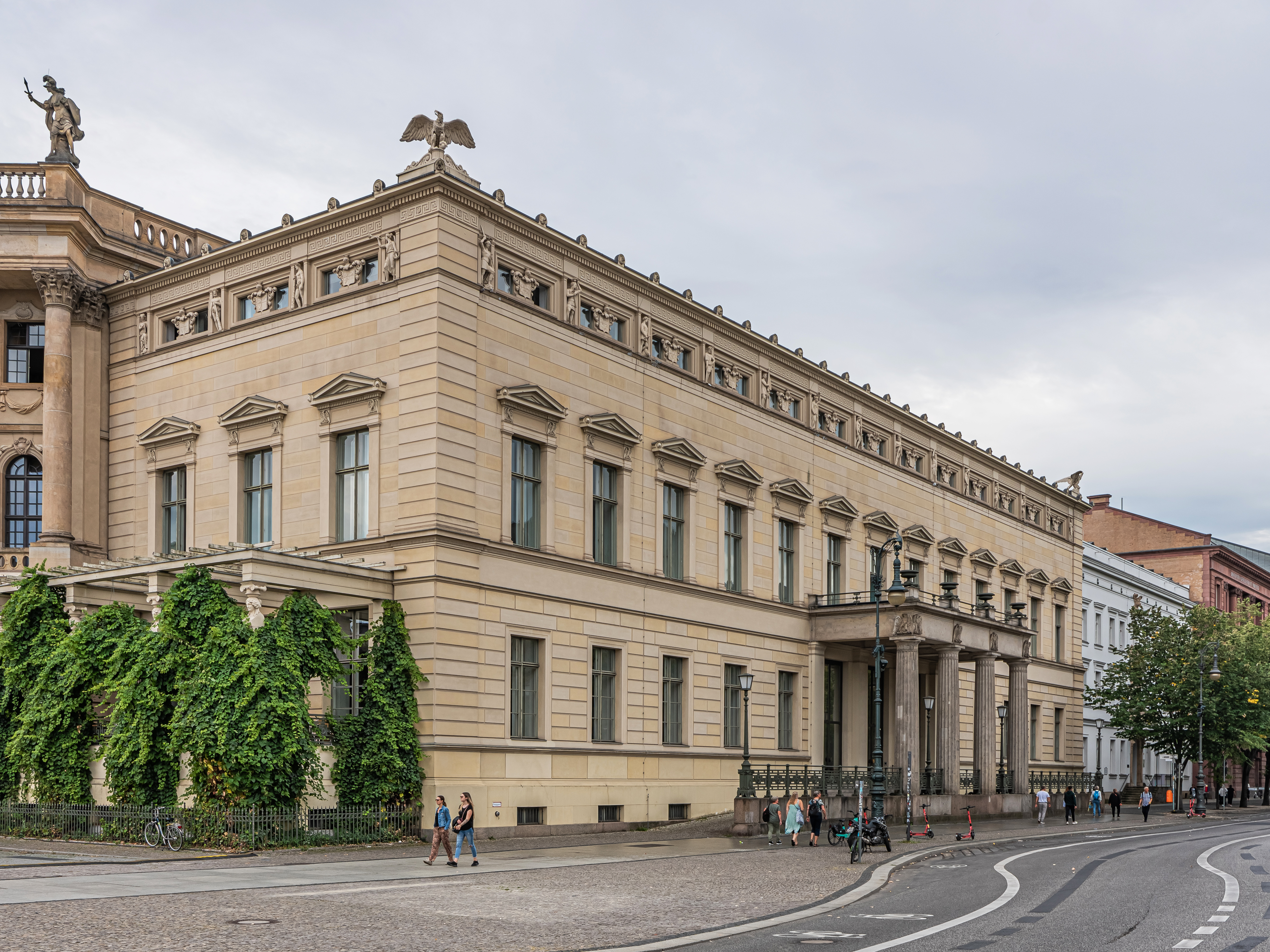
Старый дворец на Унтер-ден-Линден

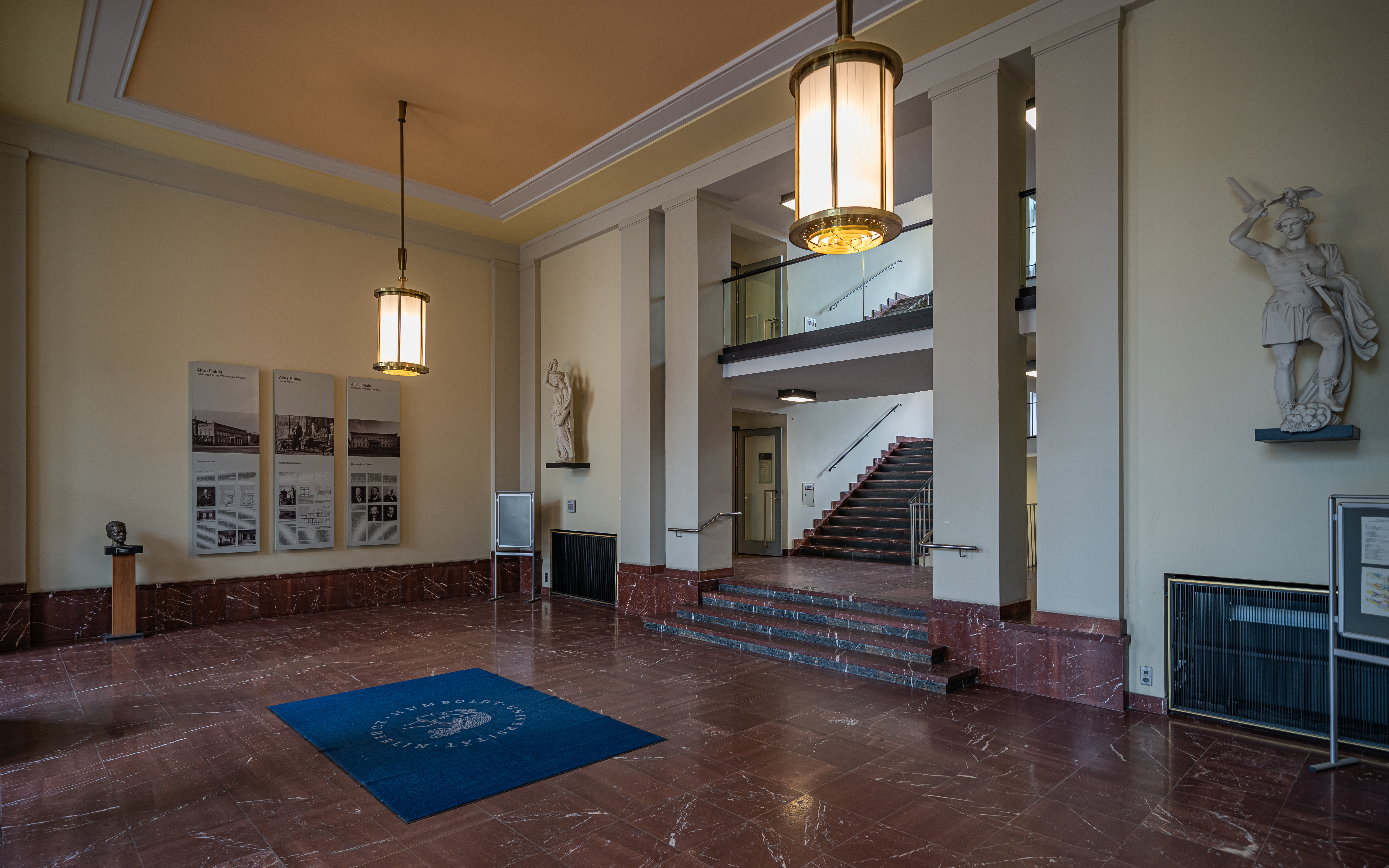
Современный интерьер Старого дворца

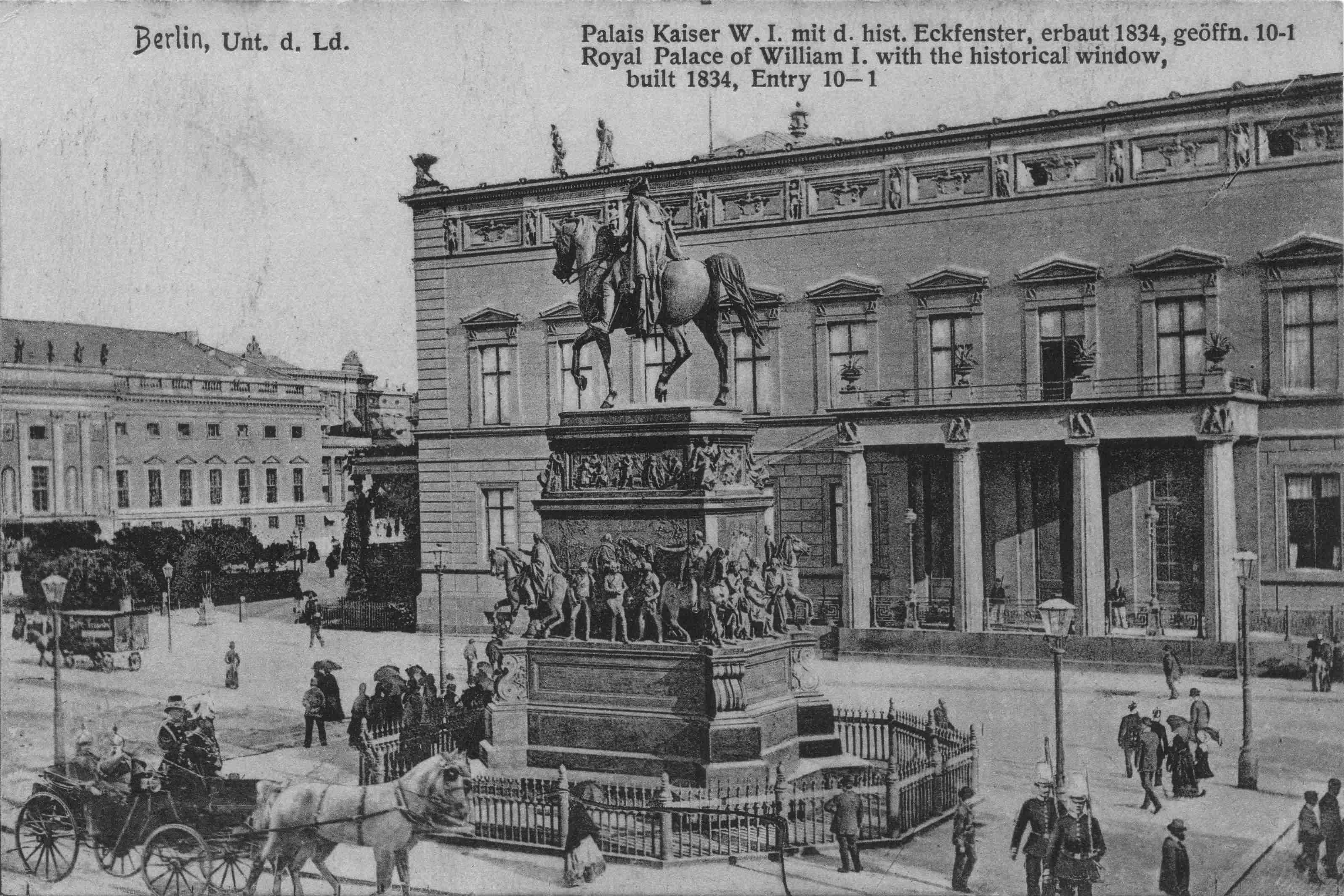
Конная статуя Фридриха Великого на фоне Старого дворца. 1900

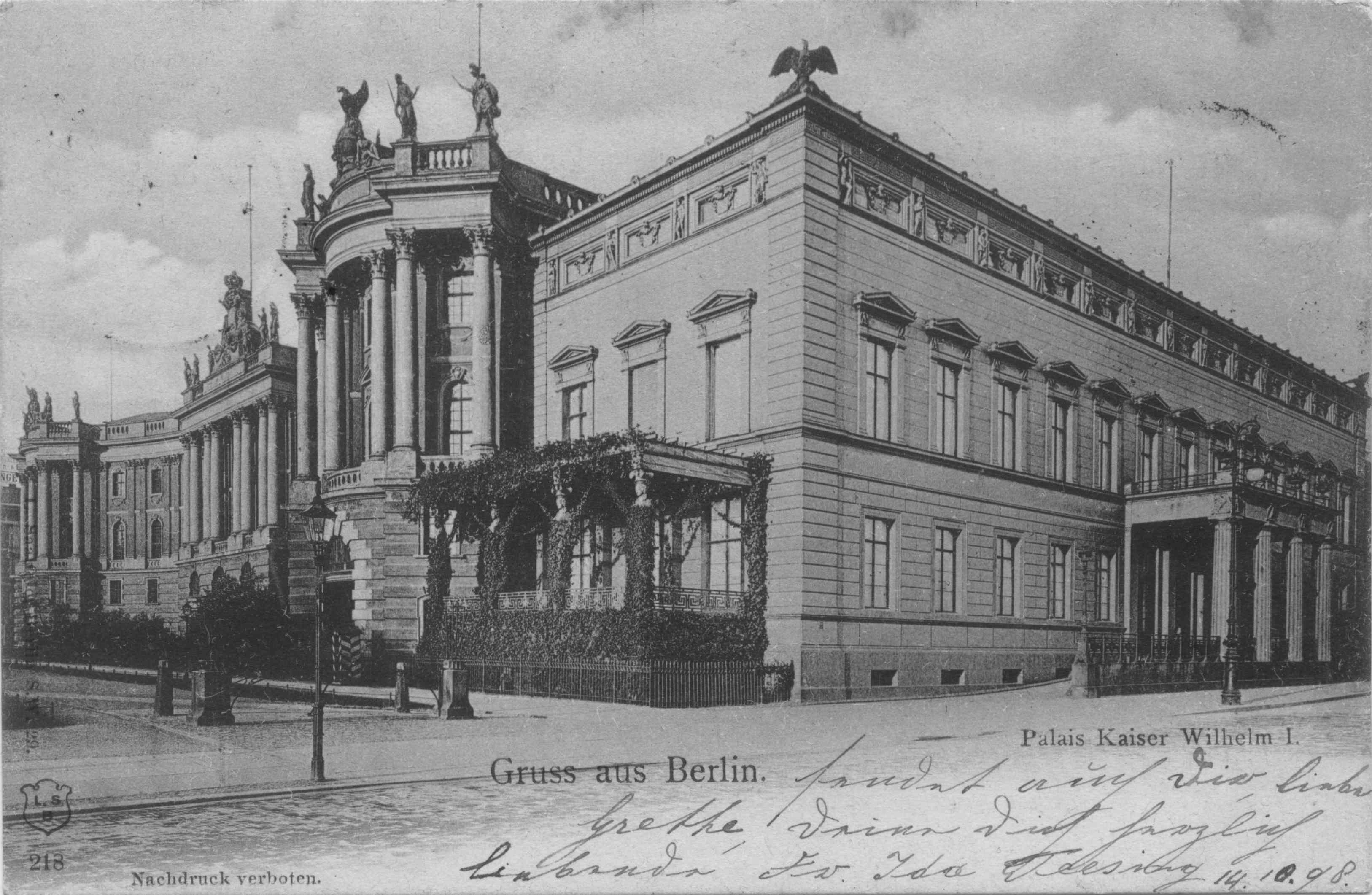
Старая библиотека и Старый дворец. 1900

Старый дворец (нем. Altes Palais) — историческое здание в Берлине по адресу Унтер-ден-Линден, 9. Столичная резиденция короля Пруссии и императора Германии Вильгельма I. В настоящее время является одним из корпусов юридического факультета Берлинского университета.
На месте Старого дворца прежде находился построенный в 1688—1692 годах городской дом полковника фон Вейлера, командующего артиллерией Бранденбургского курфюршества. Сын полковника продал дом маркграфу Филиппу Вильгельму Бранденбург-Шведтского. Его наследник маркграф Фридрих Вильгельм поручил Карлу Людвигу Гильдебрандту перестроить дом в барочный дворец. В 1774 году король Фридрих II возобновил строительство своего Forum Fridericianum, и сад и дворовые постройки дворца были вынуждены уступить место под строительство библиотеки. В 1817 году здание приобрёл граф Таунцин, шеф 3-го армейского корпуса. Ему наследовал в 1825 году принц Вильгельм, но поселился он в нём лишь в 1829 году после женитьбы на Августе.
Прусский кронпринц Фридрих Вильгельм планировал перестроить форум в мемориал Фридриху Великому. Для этого его любимый архитектор Карл Фридрих Шинкель собирался снести здание библиотеки и маркграфского дворца, чтобы на этом месте возвести большой дворец с двумя башнями для принца Вильгельма. Принц не согласился с этой идеей по финансовым причинам, ему также казалось неуважением сносить здание библиотеки. Он выбрал гораздо более скромный проект бреславльского архитектора Карла Фердинанда Лангганса, который выполнил поставленную принцем задачу: построить представительный и элегантный городской дворец на ограниченной площади.
Лангганс возвёл украшенное терракотовым фризом двухэтажное здание с мезонином в стиле позднего классицизма в 1834—1837 годах. Фасад, обращённый на улицу, имеет 13 оконных осей и крытый подъезд в форме портика. Фасад на Оперную площадь украшала пергола. На нижнем этаже в левой части здания находились жилые и рабочие помещения Вильгельма, над ними на верхнем этаже находились покои Августы с винтовой лестницей. В центральной части дворца находился вестибюль, главная лестница и салоны. В большей правой части находились парадные помещения, в том числе круглый танцзал. Вильгельм проживал во дворце на Унтер-ден-Линден в течение пятидесяти лет в период по окончании военных учений в октябре и до весеннего парада в марте. Дворец превратился в достопримечательность Берлина. Императора Вильгельма можно было всегда наблюдать в угловом окне его кабинета, когда он в полдень наблюдал за сменой караула у Нойе Вахе. 
Император Вильгельм I умер в этом дворце 9 марта 1888 года, в память о нём угловое окно было навсегда завешено. После смерти императрицы Августы спустя два года дворец императора Вильгельма открыли для общественности как мемориальный центр императорской четы. После 1918 года дворец остался в собственности Гогенцоллернов. При национал-социалистах за дворцом закрепилось название «Старый дворец». В 1943 году дворец выгорел внутри в результате бомбардировки. В 1945 году дворец был национализирован Советской военной администрацией и позднее переведён в собственность Берлинского университета, но оказался в запустении, ожидая реконструкции два десятка лет. Восстановление Старого дворца производилось в 1963—1964 годах вместе со Старой библиотекой.